# Lobobunaea dargei
Lobobunaea dargei är en fjärilsart som beskrevs av Lemaire 1971. Lobobunaea dargei ingår i släktet Lobobunaea och familjen påfågelsspinnare. Inga underarter finns listade i Catalogue of Life.